# Indoxyle
L'indoxyle est un composé chimique de formule brute C8H7NO. C'est un dérivé de l'indole, précurseur naturel ou synthétique de l'indigotine, la molécule principale de la teinture d'indigo.

## Propriétés
L'indoxyle est une cétone et comme telle il présente un équilibre céto-énolique entre deux formes :

cétone (à gauche) et énol (à droite)

Des analyses spectroscopiques montrent qu'en fait, comme pour la plupart des cétones, la forme cétone est quasiment la seule existante.

## Synthèse

### « Naturelle »
L'indoxyle peut être synthétisée à partir d'une substance naturelle, l'indican, un hétéroside extrait de l'indigotier. Ce dernier est composé d'un cycle de β-D-glucose et d'un cycle d'indoxyle. Une simple hydrolyse suffit à séparer les deux composés.

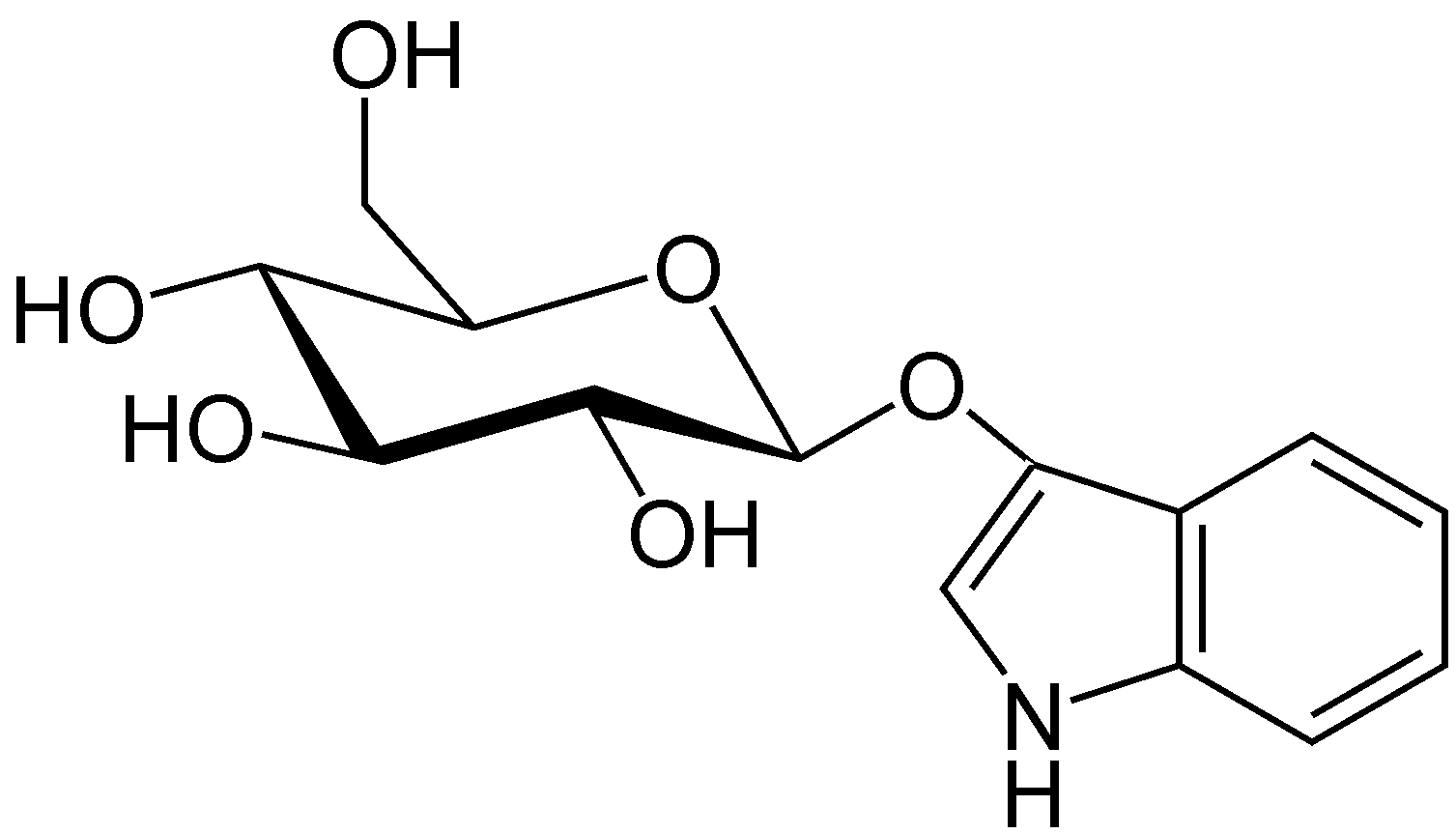
Indican, substance extraite de l'indigotier.

### Industrielle
Les groupes BASF et Hoechst AG ont développé une synthèse industrielle de l'indoxyle à partir de l'acide anthranilique, appelée synthèse de Heumann-Pfleger.

(1) L'acide anthranilique réagit avec l'acide chloroacétique pour former l'acide phénylglycin-o-carboxylique.
(2) L'acide phénylglycin-o-carboxylique est mis à réagir avec de la soude, formant l'acide 2-indoxycarboxylique.
(3) Ce dernier se décarboxyle en indoxyle.